# Charles Asa Schleck
Charles Asa Schleck CSC (* 5. Juli 1925 in Milwaukee, Wisconsin, USA; † 12. Juli 2011) war ein Kurienerzbischof der römisch-katholischen Kirche.

## Leben
Charles Asa Schleck besuchte von 1939 bis 1943 das Holy Cross Seminary in Notre Dame. Am 15. August 1943 trat er der Kongregation vom Heiligen Kreuz in St. Joseph-Noviziat in Rolling Prairie, Indiana, bei. 1948 studierte er am Angelicum in Rom und empfing am 22. Dezember 1951 in der Lateranbasilika das Sakrament der Priesterweihe. Während weiterer Studien in Rom engagierte er sich als Kaplan der Notre Dame International School. 1953 wurde er zum Doctor theologiae promoviert. 1953/54 lehrte er an der University of Notre Dame, von 1954 bis 1961 war er Professor am Holy Cross College in Washington, D.C. und ab 1961 bis zur Schließung 1968 am Collegio de Santa Croce in Rom. Anschließend war er Berater der Kongregation Sisters of Mercy in Burlingame. 1972 wurde er zum Apostolischen Visitator in Rom bestellt. 1974 trat er in den Dienst der Kongregation für die Evangelisierung der Völker und wurde 1986 zu deren Untersekretär berufen.
Am 10. Februar 1995 ernannte ihn Papst Johannes Paul II. zum Titularerzbischof von Africa und bestellte ihn zum beigeordneten Sekretär der Kongregation für die Evangelisierung der Völker. Die Bischofsweihe spendete ihm am 1. April 1995 im Pontificio Collegio Urbano der Präfekt der Kongregation für die Evangelisierung der Völker, Jozef Kardinal Tomko; Mitkonsekratoren waren die Kurienerzbischöfe Giovanni Battista Re und Josip Uhač. Er war ab 1995 zudem Präsident der Päpstlichen Missionswerke.
Am 11. Mai 2001 nahm Papst Johannes Paul II. Schlecks aus Altersgründen vorgebrachtes Rücktrittsgesuch an. Er lebte am Sitz seines Ordens in Rom, ab 2007 in einem Haus seines Ordens in Notre Dame, Indiana.
Schleck war Autor mehrerer Bücher über Theologie und zahlreichen Artikeln in verschiedenen Zeitschriften. Er war Mitglied der Catholic Theological Society of America.

## Auszeichnungen
- 2001: Ehrendoktorwürde der University of San Carlos in Cebu, Philippinen